# Route 7 (Colombie-Britannique)
La Route 7, aussi connue comme la Lougheed Highway, est une route alternative à la route 1 dans la région des basses-terres continentales de la Colombie-Britannique. Alors que la route 1 prend la forme d'une autoroute sur la rive sud du fleuve Fraser, la route 7 est plutôt une route à intersections située sur la rive nord du fleuve.
La route 7 a été créée en 1941 et reliait, à l'origine, Vancouver à Harrison Hot Springs. Entre Port Moody et Port Coquitlam, elle suivait la Dewdney Trunk Road existante. En 1953, la route 7 entre Vancouver et Coquitlam a été déplacée sur son tracé actuel. Son terminus est a été transféré de Harrison Hot Springs à Agassiz en 1956, puis, vers l'est à Ruby Creek en 1968. En septembre 1972, le terminus est de la route a été prolongé pour inclure une jonction avec la route 1 au nord de Hope.

## Description du tracé

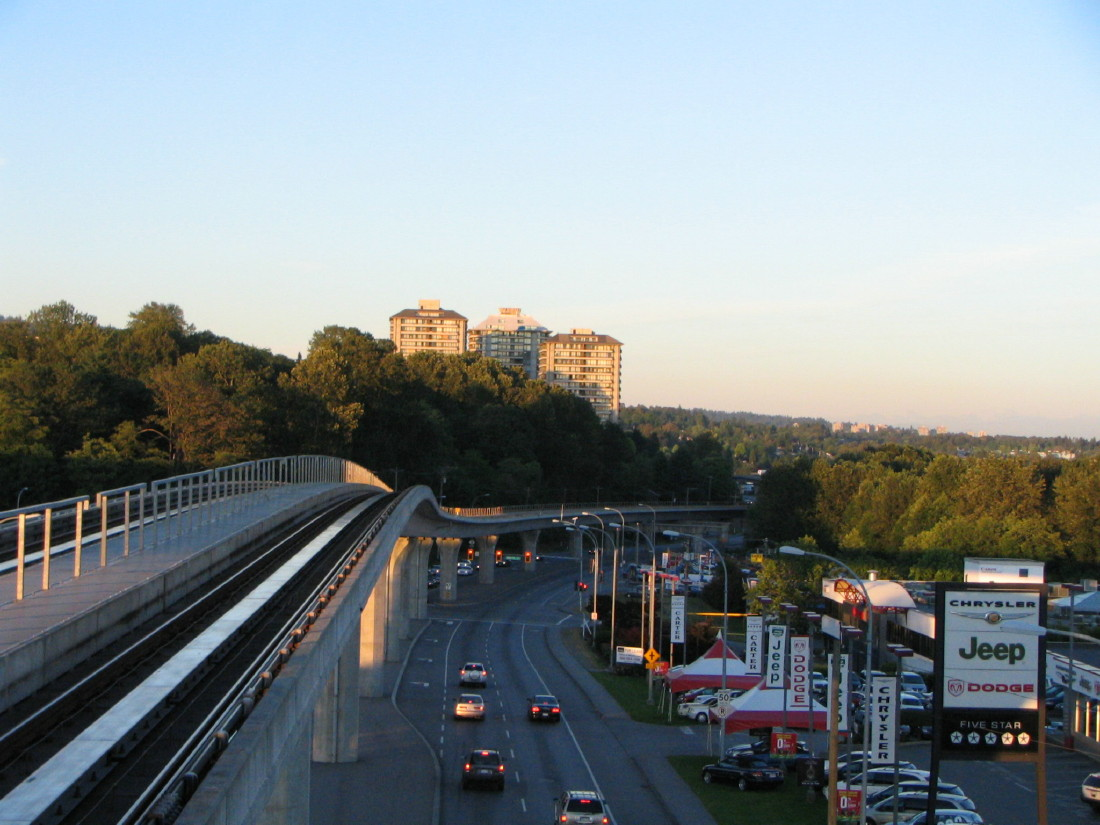
La Lougheed Highway à l'est de la station Brentwood Town Centre du SkyTrain à Burnaby

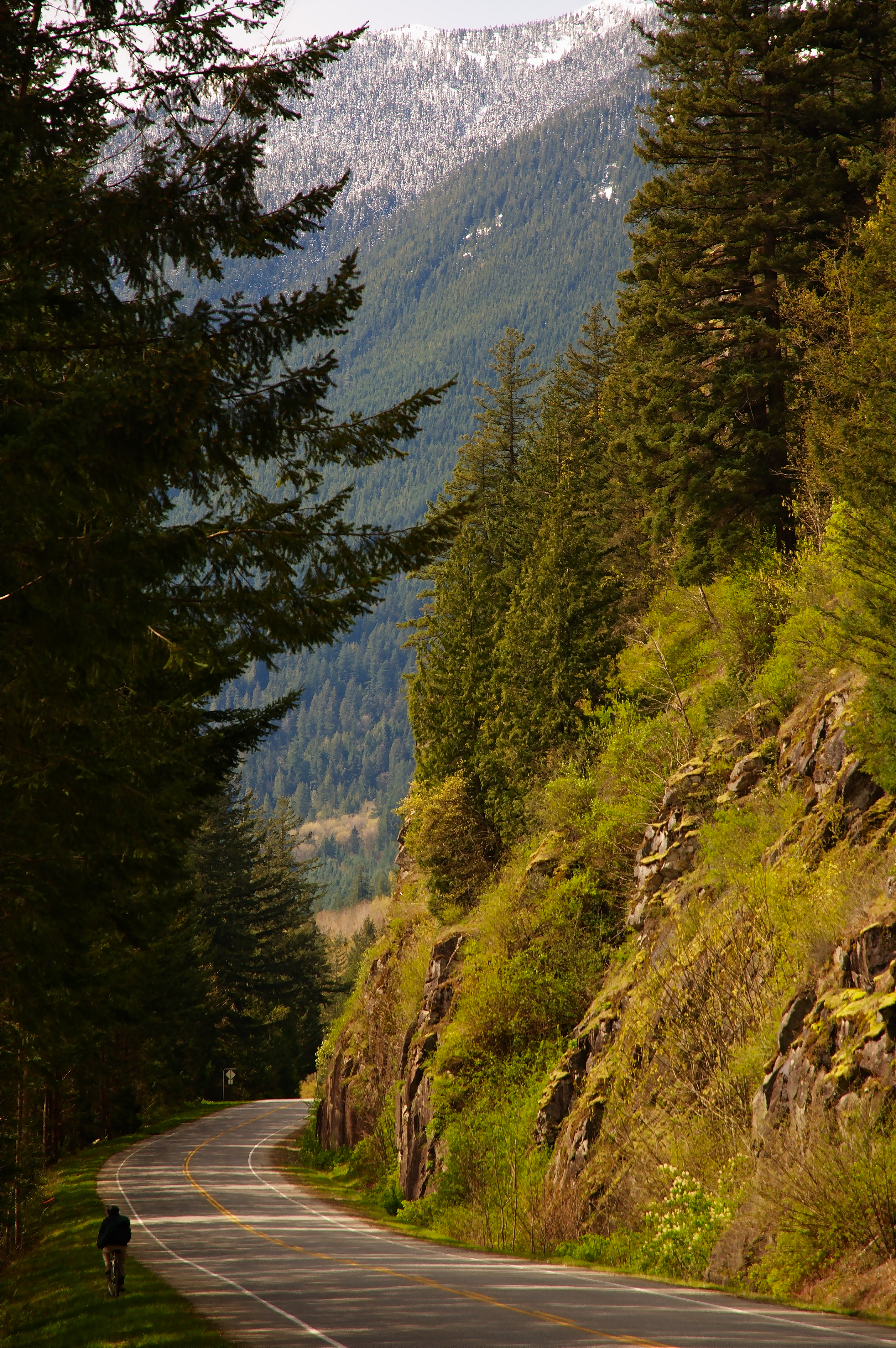
Route 7 près de Harrison Mills

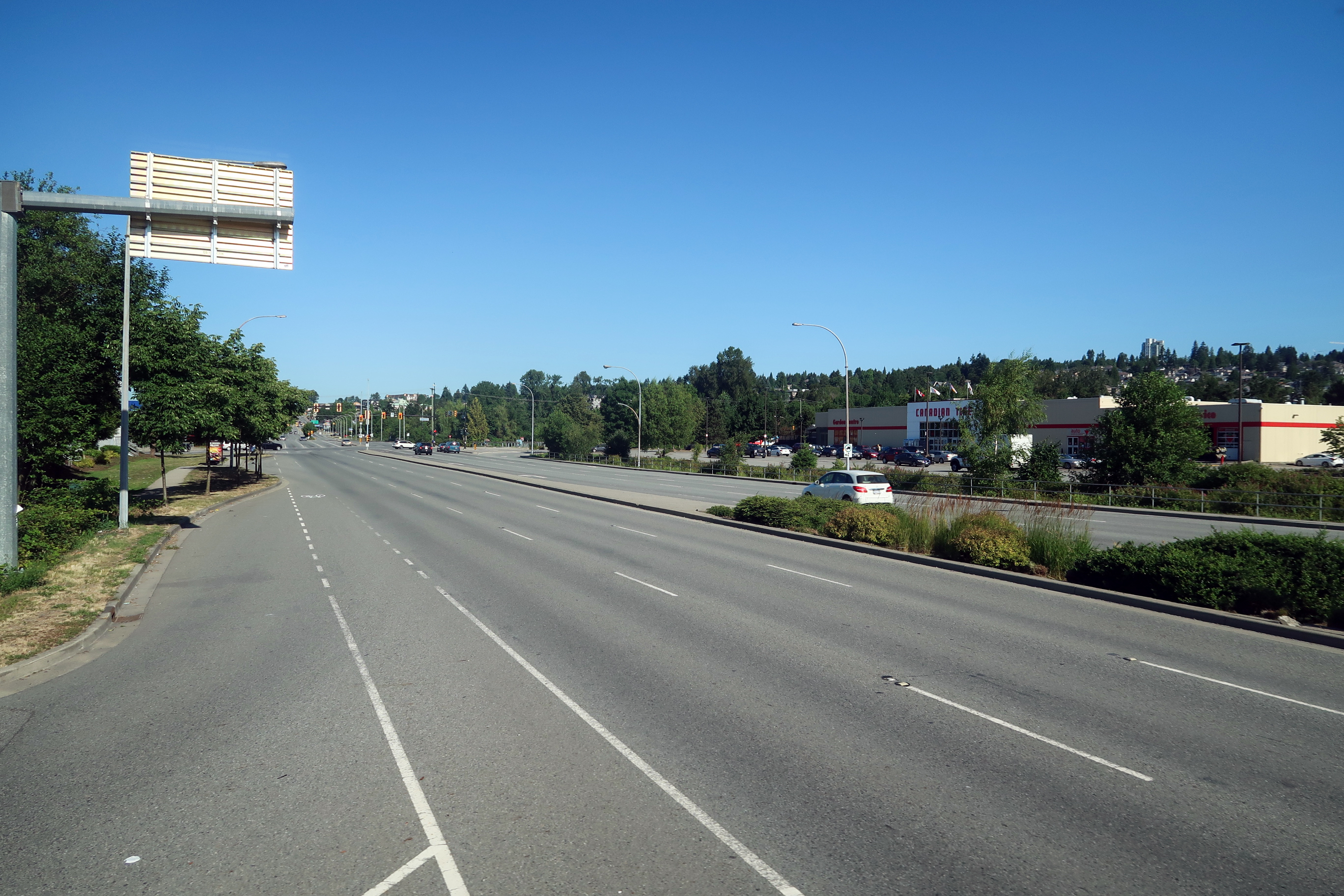
Lougheed Highway près de Coquitlam en 2018

La longueur totale sus la juridiction provinciale de la route 7 est de 118 km (73 mi). La route 7 va cependant jusqu'à l'intersection avec Granville Street à Vancouver. De ce terminus ouest jusqu'à Coquitlam, en passant par Burnaby, c'est plutôt la South Coast British Columbia Transportation Authority (TransLink) qui entretient la route. Le segment entretenu par la province débute à la sortie 44 de la route 1 près de Schoolhouse Street. La route bifurque vers le nord jusqu'au centre de Coquitlam, où elle bifurque vers le sud-est.
Elle atteint la rivière Pitt et la traverse pour entrer à Pitt Meadows. Elle continue vers le sud-est et croise Golden Ears Way et entre à Maple Ridge. Elle traverse ensuite la ville et longe la rive nord du fleuve Fraser. Elle passe ensuite par Mission où elle croise la route 11. Elle se dirige ensuite vers le nord-est et passe par Lake Errock et Harrison Mills. Un peu avant d'atteindre Agassiz, elle rencontre la route 9 et forme un court multiplex avec celle-ci jusqu'à Agassiz. Elle quitte la ville et continue de longer la rive nord du fleuve et se dirigeant vers le nord-est. Tout près de Hope, elle rencontre la route 1 et prend fin à un échangeur.

## Intersections majeures
| District régional                                               | Ville                              | km          | Destinations                                                                                               | Notes                                                        |
| --------------------------------------------------------------- | ---------------------------------- | ----------- | --- | ------------------------------------------------------------ |
| Metro Vancouver                                                 | Vancouver                          | 0,00        | Broadway                                                                                                   | La route continue vers l'ouest comme Broadway                |
| Metro Vancouver                                                 | Vancouver                          | 0,00        | BC-99 (Granville Street) – Centre-ville, Whistler, Aéroport, Frontière                                     | La route continue vers l'ouest comme Broadway                |
| Metro Vancouver                                                 | Vancouver                          | 7,60        | Rupert Street                                                                                              | Terminus est de Broadway; terminus ouest de Lougheed Highway |
| Metro Vancouver                                                 | Burnaby                            | 12,70       | Kensington Avenue                                                                                          | Échangeur; direction est seulement                           |
| Metro Vancouver                                                 | Coquitlam                          | 22,00–24,80 | BC-1 – Vancouver, Pont Port Mann, Surrey, Hope BC-7B est (Mary Hill Bypass) – Maple Ridge United Boulevard | Pas d'accès depuis BC-7 est vers BC-1 ouest                  |
| Metro Vancouver                                                 | Coquitlam                          | 29,60       | Pinetree Way                                                                                               | La BC-7 bifurque vers le sud-est                             |
| Metro Vancouver                                                 | Port Coquitlam                     | 34,80       | BC-7B ouest (Mary Hill Bypass) vers BC-1 – Vancouver                                                       | Échangeur                                                    |
| Metro Vancouver                                                 | Limite Port Coquitlam–Pitt Meadows | 35,14       | Rivière Pitt                                                                                               | Rivière Pitt                                                 |
| Metro Vancouver                                                 | Pitt Meadows                       | 40,56       | Golden Ears Way vers BC-1 – Pont Golden Ears, Langley, Surrey                                              | Échangeur partiel                                            |
| Fraser Valley                                                   | Mission                            | 69,46       | BC-11 sud vers BC-1 – Abbotsford                                                                           | Terminus nord de la BC-11                                    |
| Fraser Valley                                                   | Mission                            | 70,51       | Terminus ouest des rues à sens unique                                                                      | Terminus ouest des rues à sens unique                        |
| Fraser Valley                                                   | Mission                            | 71,34       | Glasgow Avenue vers BC-11 sud / Murray Street – Abbotsford                                                 | Pas d'accès direct en direction est                          |
| Fraser Valley                                                   | Mission                            | 72,64       | Terminus ouest des rues à sens unique                                                                      | Terminus ouest des rues à sens unique                        |
| Fraser Valley                                                   | Kent                               | 103,90      | Pont Harrison River au-dessus de la Rivière Harrison                                                       | Pont Harrison River au-dessus de la Rivière Harrison         |
| Fraser Valley                                                   | Kent                               | 118,42      | BC-9 nord (Hot Springs Road) / Else Road – Harrison Hot Springs                                            | Terminus ouest du multiplex avec la BC-9                     |
| Fraser Valley                                                   | Kent                               | 120,01      | BC-9 sud (Evergreen Drive) – Agassiz, Chilliwack                                                           | Terminus est du multiplex avec la BC-9                       |
| Fraser Valley                                                   | Kent                               | 121,61      | Agassiz Bypass vers BC-9 sud – Chilliwack, Vancouver                                                       | Échangeur; sortie direction ouest, entrée direction est      |
| Fraser Valley                                                   | Hope                               | 150,44      | BC-1 vers BC-3 / BC-5 – Hope, Cache Creek, Princeton, Merritt                                              | Échangeur                                                    |
| - Terminus de multiplex - Accès incomplet - Transition de route |                                    |             | |                                                              |